# Yordanis Arencibia
Yordanis Arencibia (Amancio Rodríguez, 24 januari 1980) is een voormalig judoka uit Cuba, die driemaal op rij zijn vaderland vertegenwoordigde bij de Olympische Spelen: in 2000 (Sydney), 2004 (Athene) en 2008 (Peking). Bij die laatste twee toernooien won hij de bronzen medaille in de klasse tot 66 kilogram. 

## Erelijst

### Olympische Spelen
- 2004 –  Athene (– 66 kg)
- 2008 –  Peking (– 66 kg)

### Wereldkampioenschappen
- 1999 –  Birmingham (– 66 kg)
- 2001 –  München (– 66 kg)
- 2003 –  Osaka (– 66 kg)
- 2007 –  Rio de Janeiro (– 66 kg)

### Pan-Amerikaanse Spelen
- 1999 –  Winnipeg (– 66 kg)
- 2003 –  Santo Domingo (– 66 kg)
- 2007 –  Rio de Janeiro (– 66 kg)